# Josef Frank (político)
Josef Frank (Prostějov, Imperio austrohúngaro; 25 de febrero de 1909 - Praga, Checoslovaquia; 3 de diciembre de 1952) fue un político comunista checoslovaco. 

## Biografía
Desde finales de la década de 1920, fue empleado en una empresa de ropa en Prostějov. 
Se involucró en la política desde temprana edad. Fue miembro de la Juventud Comunista desde 1926 y se unió al Partido Comunista cuatro años después. En la década de 1930, trabajó en organizaciones comunistas satélite (sede de la cooperativa Včela, fue presidente del sindicato Federación de Empleados Privados). 
Durante la guerra, trabajó en la resistencia comunista en Prostějov.
Entre 1939 y 1945, fue encarcelado en el campo de concentración de Buchenwald donde conoció a Jorge Semprún. 
Después de la guerra, ocupó numerosos altos cargos en el partido. En el VIII Congreso del Partido Comunista de Checoslovaquia fue elegido miembro del Comité Central del Partido Comunista de Checoslovaquia. En el IX Congreso del Partido Comunista se lo confirmó en el cargo. En el período de marzo de 1946 a enero de 1952, también fue miembro del Presidium del Comité Central del Partido Comunista de la República Checoslovaca (en 1948, ocupó el cargo de miembro del Comité Ejecutivo del Comité Central del Partido Comunista de la República Checa).
De octubre de 1945 a septiembre de 1951, fue miembro del secretariado del Comité Central del Partido Comunista de la República Checa y de mayo de 1949 a septiembre de 1951 y nuevamente de septiembre de 1951 a septiembre de 1952 también fue miembro de la secretaría organizativa del Comité Central del Partido Comunista de la República checoslovaca.
De abril de 1946 a septiembre de 1951, también ocupó el cargo de Secretario General Adjunto del Partido Comunista de la República Checa y de septiembre de 1951 a enero de 1952 Secretario del Comité Central del Partido Comunista del Partido Comunista de Hungría. También se sentó en la más alta asamblea legislativa. En las elecciones de 1948, fue elegido miembro de la Asamblea Nacional por el Partido Comunista en la circunscripción de Jihlava.
Sin embargo, su carrera política y partidaria llegó a un abrupto final en 1952. En marzo de 1952, fue relevado de su cargo como miembro del Comité Central del Partido Comunista de la República Checa y, en mayo de 1952, renunció como diputado (fue reemplazado por Karel Peck).
En 1952, fue expulsado del Partido Comunista de Checoslovaquia. Fue detenido posteriormente y sentenciado a morir en la horca en el Juicio Slánský, un juicio-farsa orquestado desde Moscú.

## En la cultura
Sobre el proceso Slánský, el director Costa-Gavras rodó el film L'Aveu (La Confesión) basado en el homónimo libro de Artur London, uno de los supervivientes del proceso, cuyo guion escribió Jorge Semprún. La película, estrenada en 1970, levantó una gran polémica. En 2000, Zuzana Justman rodó el documental A Trial in Prague dedicado al juicio.

## Rehabilitación
En 1963, fue rehabilitado legal y civilmente de forma parcial. En 1968, recibió el título honorífico de Héroe de la República Socialista Checoslovaca in memoriam.